# Tipula (Yamatotipula) submontium
Tipula (Yamatotipula) submontium is een tweevleugelige uit de familie langpootmuggen (Tipulidae). De soort komt voor in het Palearctisch gebied.